# NN-261
La carretera NN‑261 es una vía departamental secundaria ubicada en el departamento de Chinandega, en el noroeste de Nicaragua. Tiene una longitud de 13.46 kilómetros y conecta comunidades rurales entre los municipios de El Viejo y Chinandega. Esta vía fue inaugurada en 2024 como parte del plan de mejoramiento de caminos productivos de la región.

## Trazado y cruces
La siguiente tabla muestra su recorrido, localidades y principales conexiones:
| km    | Localidad             | Departamento | Conexión / Ruta |
| ----- | --------------------- | ------------ | --------------- |
| 0.0   | Los Calpules          | Chinandega   |                 |
| 5.8   | Zona rural intermedia | Chinandega   |                 |
| 13.46 | Los Estudiantes       | Chinandega   |                 |